# Солодушка гірська
Солодушка гірська (Hedysarum hedysaroides) — вид рослин із родини бобових (Fabaceae).

## Біоморфологічна характеристика
Це багаторічна рослина 8–60 см заввишки. Стебла нерозгалужені чи слабо розгалужені, кутасті, прямовисні чи висхідні, виходять з дерев'янистого кореневища. Листки розташовані в два ряди, з 5–10 парами довгастих чи еліптичних листочків; прилистки 10–15 мм, темно-коричневі. Листочки 1–3 см завдовжки, голі чи знизу слабо запушені по жилках. Квітконоси довші за листя. Суцвіття нещільні, виглядають як кінцеві. Квітки на коротких ніжках. Чашечка 4–6 мм. Віночок спочатку червонувато-пурпуровий, потім темно-фіолетовий, рідко білий; прапорець ≈ 13 мм; крила ≈ 16 мм; кіль ≈ 18 мм. Боби [а точніше, ломенти] 2–4 см завдовжки, з 2–6 еліптичними сегментами, голі чи знизу слабо запушені, без шипиків. Насіння еліпсоїдне, асиметрично-ниркоподібне, сплюснене, 2.8–3.6 × 2.2–2.8 мм; поверхня гладка, блискуча, від жовтувато- до темно-коричневої, монотонна чи крапчаста. 2n=14. Період цвітіння: червень — серпень.

## Середовище проживання
Зростає у Європі (Україна, Словаччина, Чехія, Австрія, Швейцарія, Ліхтенштейн, Німеччина, Польща, пн. Італія, Румунія, Колишня Югославія, Франція), Азії (Росія, Монголія, Корея, Туреччина, Вірменія, Грузія) й на Алясці.
В Україні вид зростає на високогірних луках — у Карпатах на хр. Свидовець і Чорногора.

## Використання
Корінь вживають сирим чи приготовленим, він солодкий і дуже поживний. Збирають його з пізньої осені до весни, коли його підсолоджують морози. Також це кормова рослина.

## Галерея

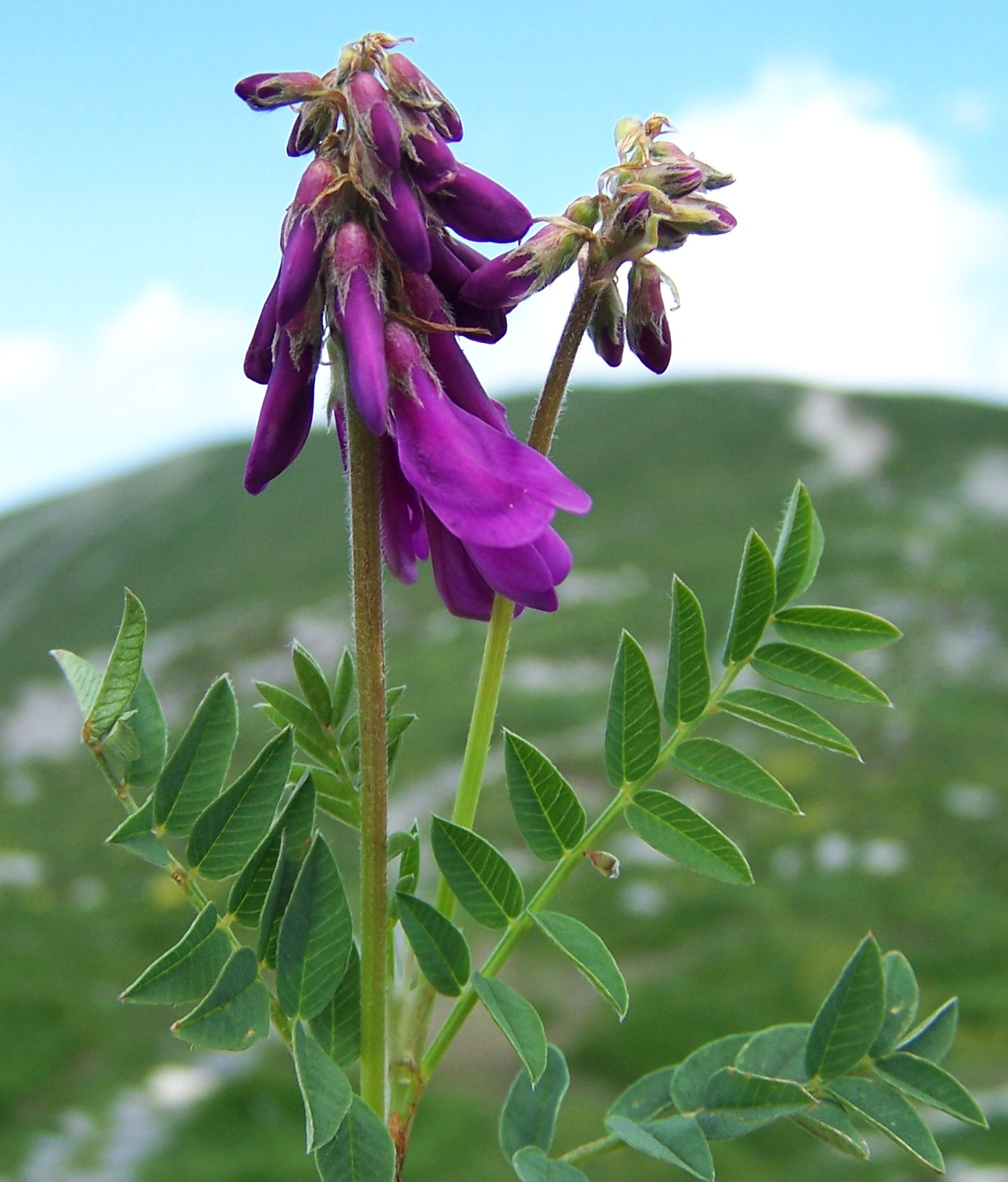
листки й суцвіття
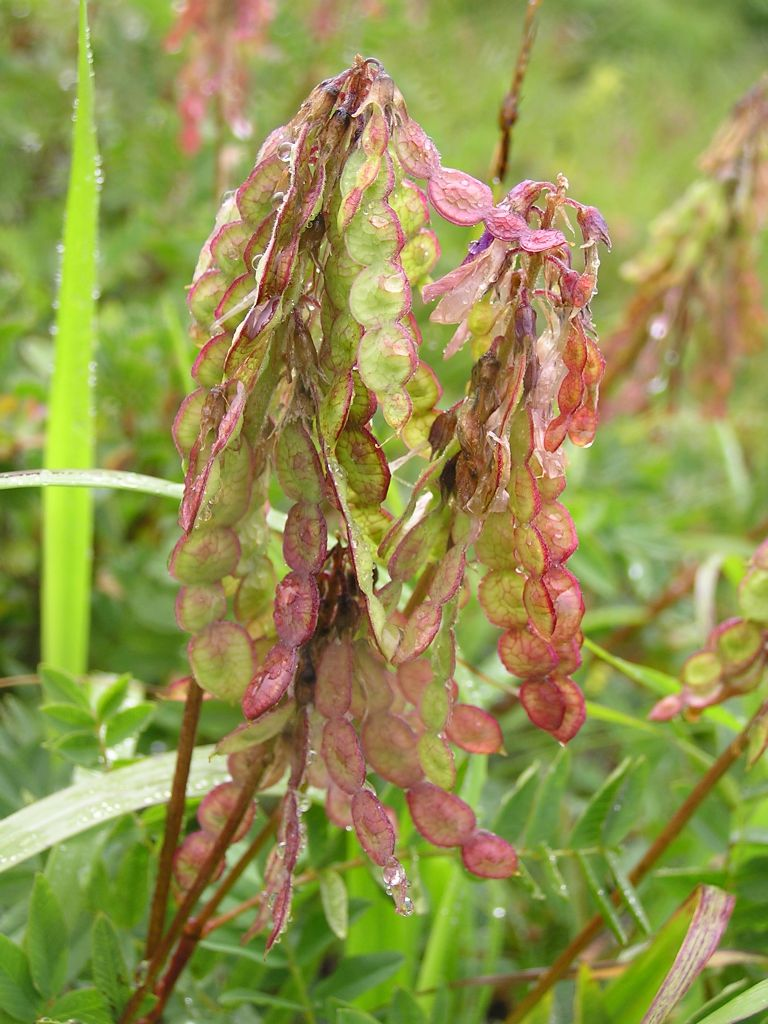
плоди
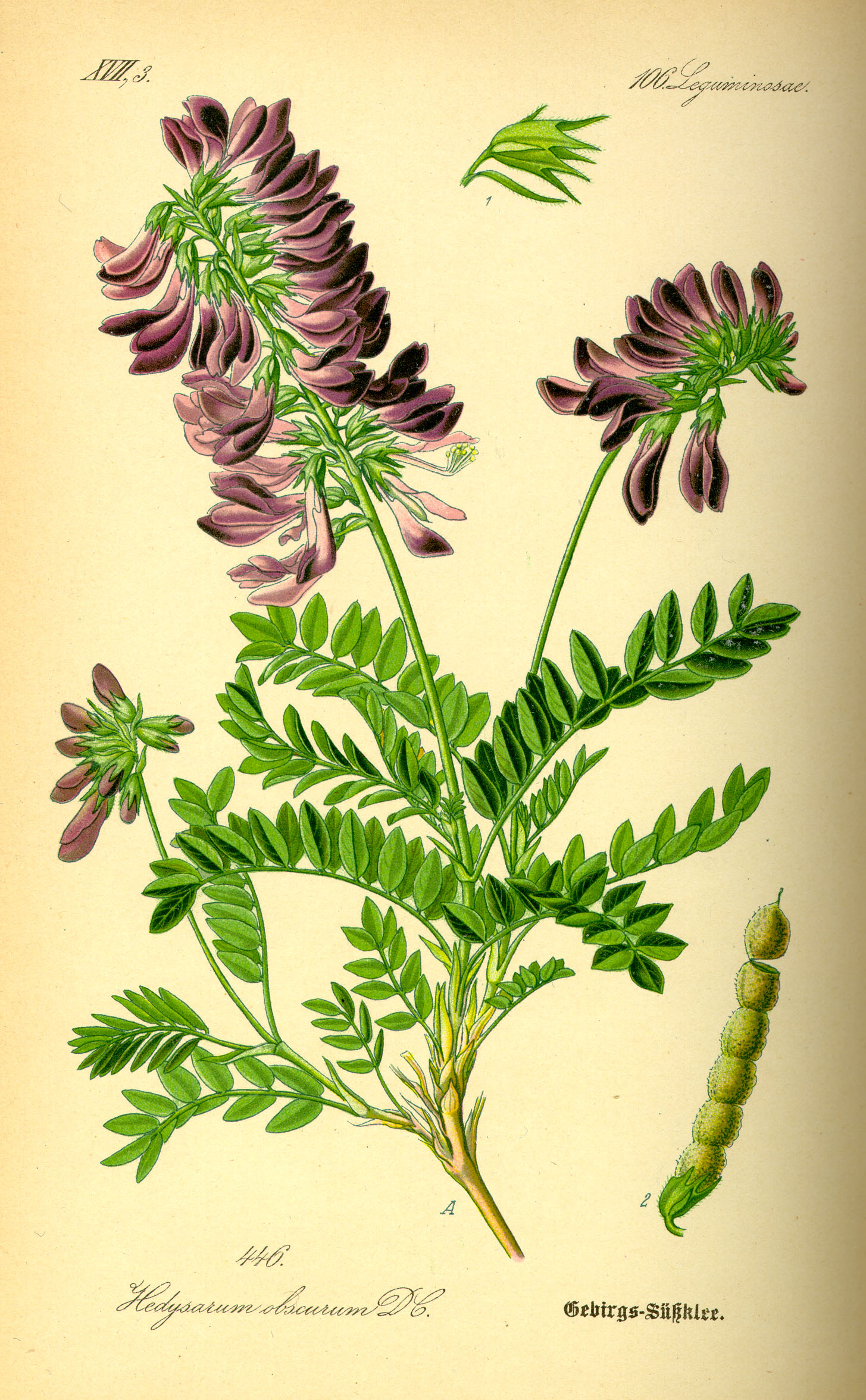
ілюстрація